# André Cardinal Destouches

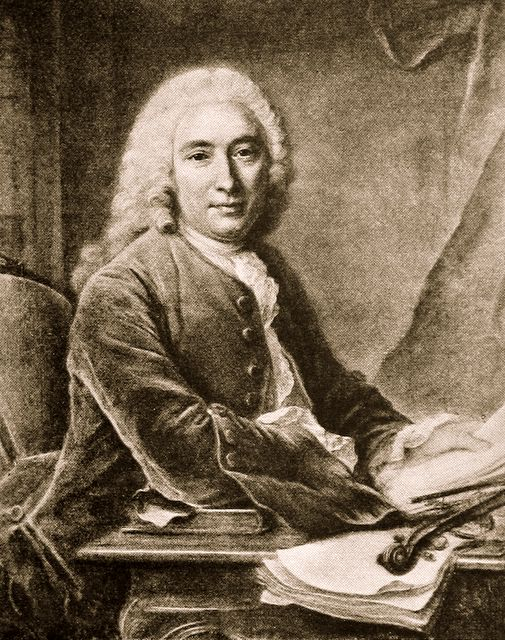
André Cardinal Destouches

André Cardinal Destouches (getauft 6. April 1672 in Paris; † 3. Februar 1749 ebenda) war ein französischer Komponist.

## Leben
André Cardinal, Sohn eines reichen Kaufmanns und Landadeligen führte in jungen Jahren ein wechselvolles Leben. Er besuchte von 1681 bis 1686 das Jesuitenkolleg in der rue Saint-Jacques in Paris, mit der Absicht, Theologie zu studieren. Mit seinem Lehrer, einem Pater, reiste er nach Siam, um dort Missionar zu werden. 1688 betrat er in Brest wieder französischen Boden und trat in die Kavallerie ein. 1692 trat er in die „2ie Compagnie des mousquetaires du Roi“ ein, mit der er im gleichen Jahr an der Belagerung und Eroberung der Festung Namur teilnahm. Bereits während der Militärzeit begann er mit dem Komponieren, dies brachte ihm die Hochachtung bedeutender Generäle ein, die ihn in die Pariser Salons einführten.
Nach dem Tod seines Vaters im Jahr 1694 erbte er den Titel des Herren von Destouches, einen Namen, den er fortan trug. Er begann eine Ausbildung als Komponist bei André Campra, der ihm 1697 die Komposition für drei Arien seiner Oper L’Europe galante übertrug. Den Auftrag zu seiner ersten Oper Issé erhielt er durch Vermittlung des Fürsten Grimaldi, sie wurde im Oktober des gleichen Jahres in Schloss Fontainebleau im Beisein König Ludwig XIV. konzertant aufgeführt. Der König sah in ihm den berufenen Nachfolger des verstorbenen Jean-Baptiste Lully. Als Konsequenz erhielt Destouches in den folgenden Jahren zahlreiche Aufträge für Bühnenwerke, die in Versailles oder Fontainebleau aufgeführt wurden. Zwischen 1704 und 1711 entstanden keine neuen Bühnenwerke. Im Dezember 1712 begann mit der Aufführung der Oper Callirhoé eine zweite Schaffensperiode.
1713 wurde Destouches durch einen Patentbrief zum Inspecteur général de l’Académie royale de musique bei einer Vergütung von 4000 Livres ernannt, die ihm später lebenslang ausgezahlt werden sollte. 1727 wurde er maître de musique de la chambre du roi und 1728 Direktor der Pariser Oper. Nach dem Tod von André Campra 1744 wurde er gleichrangig mit François Collin de Blamont zum Surintendant de la musique du roi befördert.

## Werke
Destouches komponierte neben den Opern zahlreiche Airs, 2 weltliche Kantaten, sowie einige geistliche Kantaten, letztere gelten als verschollen.
Bühnenwerke
- Issé, Pastorale héroïque (1697)
- Amadis de Grèce, Tragédie lyrique (1699)
- Marthésie, première reine des Amazones, Tragédie lyrique (1699)
- Omphale, Tragédie lyrique (1701)
- Le Carnaval et la Folie, Comédie-ballet (1704)
- Callirhoé, Tragédie lyrique (1712; Revision 1743)
- Télémaque et Calypso, Tragédie lyrique (1714)
- Sémiramis, Tragédie lyrique (1718)
- Les Éléments, Opéra-ballet (1721)
- Les Stratagèmes de l’Amour, Ballet héroïque (1726)